# Ramsey (Nova Jérsei)
Ramsey é um distrito localizado no estado americano de Nova Jérsei, no Condado de Bergen.

## Demografia
Segundo o censo americano de 2000, a sua população era de 14.351 habitantes.
Em 2006, foi estimada uma população de 14.775, um aumento de 424 (3.0%).

## Geografia
De acordo com o United States Census Bureau tem uma área de
14,5 km², dos quais 14,4 km² cobertos por terra e 0,1 km² cobertos por água. Ramsey localiza-se a aproximadamente 79 m acima do nível do mar.

## Localidades na vizinhança
O diagrama seguinte representa as localidades num raio de 8 km ao redor de Ramsey.